# Dimitri Bilov
Dimitri Bilov (* 1967 in der Sowjetunion) ist ein deutscher Schauspieler, Synchronsprecher, Regisseur, Schauspiellehrer, Theaterschauspieler und Maler.
Er lebt derzeit in Köln und hat in zahlreichen deutschen TV-Serien, Fernseh- und Kinofilmen mitgewirkt, in denen er oftmals zwielichtige Gestalten und Kriminelle verkörpert.

## Karriere
Zunächst war Bilov als Soldat, Matrose, Bauarbeiter und Koch tätig.
Bilov absolvierte an der staatlichen Theater-Hochschule in Almaty in Kasachstan von 1984 bis 1992 eine Ausbildung zum diplomierten Theater- und Filmschauspieler, wo er zugleich zwischen 1989 und 1994 ein Diplom als Regisseur erwarb und sich zwischen 1991 und 1993 als Bühnenbildner fortbildete. Zwischen 1992 und 1995 stand er auf der Bühne des Staatlichen Akademischen Dramatischen Theaters Almaty in Kasachstan, wo er zudem als Regisseur und Bühnenbildner tätig war. Im selben Zeitraum arbeitete Bilov als Regisseur und Bühnenbildner an der Staatlichen Kasachischen Philharmonie. Außerdem nahm er die Tätigkeit als Dozent am Lehrstuhl „Schauspielkunst und Regie“ am Staatlichen Akademischen Dramatischen Theater in Almaty auf. Ab 1992 übernahm er zugleich Regiearbeiten am Theater. Zwischen 1995 und 1999 betätigte er sich als Schauspieler, Regisseur und Bühnenbildner am Wladiwostoker Kammerspiel sowie als Dozent an der Wladiwostoker Fachhochschule für Theater und Kunst. Seit 2000 ist Bilov als Schauspieler und Regisseur in Köln tätig. An der Theaterakademie in Köln ist er seit 2005 als Schauspiellehrer beschäftigt.
Neben russisch als Muttersprachler spricht Bilov auch deutsch und polnisch. Dies ermöglicht es ihm, multilingual als Synchronsprecher tätig zu sein.
Als Maler stellte er seine Werke, die bereits auf internationalen Ausstellungen zu sehen waren, 2009 im Louvre in Paris aus.

## Filmografie (Auswahl)
- 2007: Notruf Hafenkante (Folge: Große Fische – kleine Fische)
- 2007: Sperling (Folge: Sperling und die kalte Angst)
- 2008: GSG 9 – Ihr Einsatz ist ihr Leben (Folge: Erstschlag)
- 2008: Anonyma – Eine Frau in Berlin
- 2009: Bis an die Grenze
- 2009: Bingo
- 2010: Tatort – Klassentreffen
- 2010: Jabhook (Folge: Der Kaukasier)
- 2010: Danni Lowinski (Folge: Neues Leben)
- 2010: Tatort – Der Fluch der Mumie
- 2010: Jabhook (Folge: Der Kaukasier ist stinkesauer)
- 2010: Tatort – Spargelzeit
- 2011: Marco W. – 247 Tage im türkischen Gefängnis
- 2011: SOKO Stuttgart (Folge: In Vino Veritas)
- 2012: Countdown – Die Jagd beginnt (Folge: Der Tag danach)
- 2012: Die vierte Macht
- 2014: Jack Strong
- 2014: Tatort – Franziska
- 2014: Westfalia
- 2015: Notruf Hafenkante (Folge: Elenas letzte Chance)
- 2017: Der Staatsanwalt  (Folge: Tödlich Wohnen)
- 2019: Der Krieg und ich (Kinder- und Jugendreihe)
- 2021: Notruf Hafenkante (Folge: Vatertag)
- 2022: Stralsund: Die rote Linie (Fernsehreihe)

## Theater (Auswahl)
- 1992–1995: Staatliches Akademisches Dramatisches Theater Almaty in Kasachstan
- 2000: Caligula
- 2000: Das Gewitter
- 2000: Maß für Maß
- 2001: Der Revisor
- 2001: Iwan der Schreckliche
- 2002: Das Jubiläum
- 2002: Strange Mrs. Savage
- 2003: Liebestoll, Theater 61, Köln
- 2006: Die Räuber von Friedrich Schiller, Sommertheater Detmold
- 2010: Bernarda Alba's Haus, Theater der Keller